# Diocesi di Fajardo-Humacao

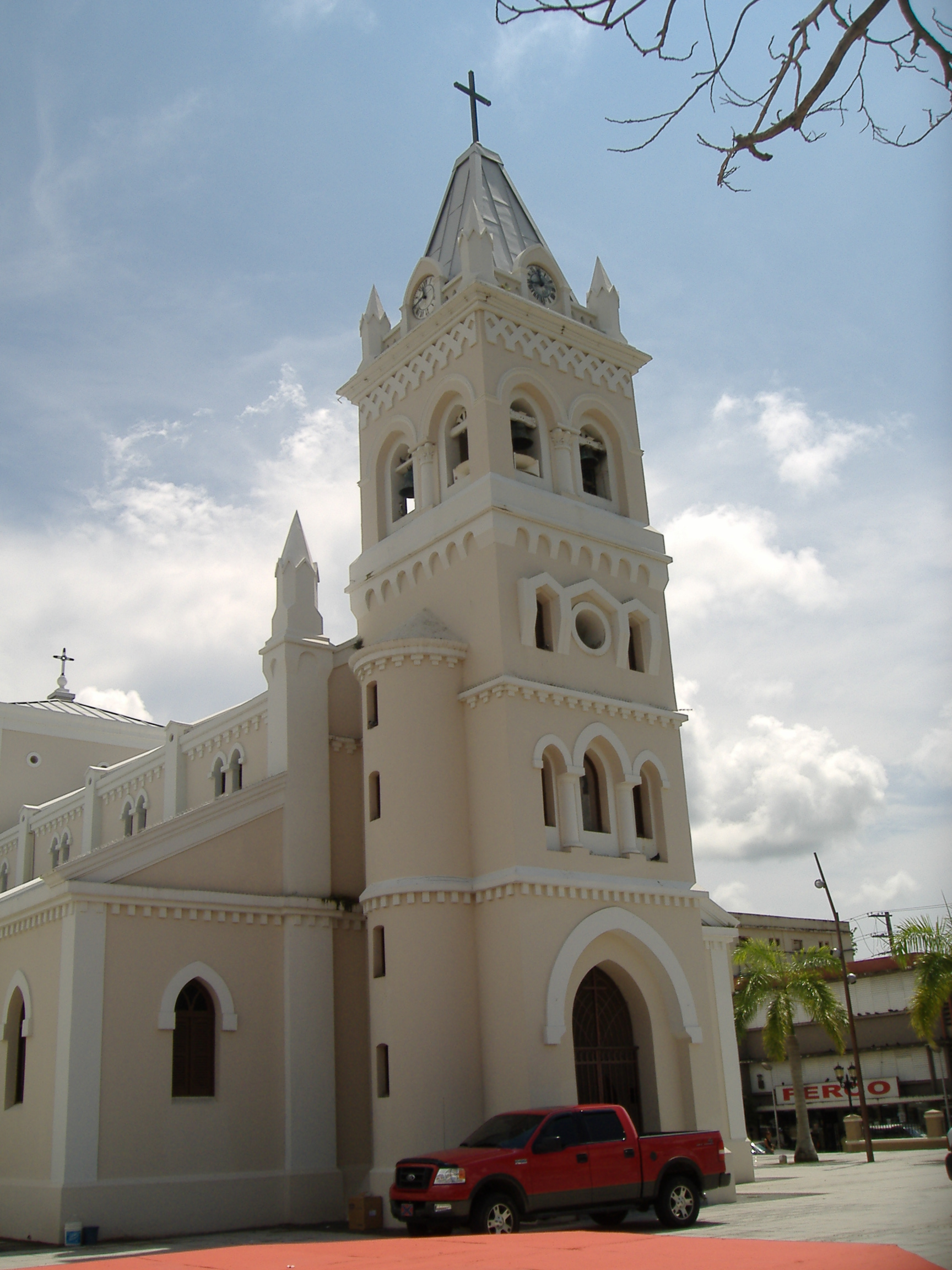
La concattedrale di Humacao

La diocesi di Fajardo-Humacao (in latino: Dioecesis Faiardensis-Humacaensis) è una sede della Chiesa cattolica a Porto Rico suffraganea dell'arcidiocesi di San Juan. Nel 2023 contava 63.500 battezzati su 212.000 abitanti. È retta dal vescovo Luis Miranda Rivera, O.Carm.

## Territorio
La diocesi comprende la parte nord-orientale dell'isola di Porto Rico. Si estende sui comuni di: Canóvanas, Loíza, Luquillo, Rio Grande, Fajardo, Nagüabo, Ceiba, Vieques, Culebra e Humacao.
Sede vescovile è la città di Fajardo, dove si trova la cattedrale di San Giacomo apostolo. A Humacao si erge la concattedrale del Dolcissimo Nome di Gesù.
Il territorio è suddiviso in 22 parrocchie.

## Storia
La diocesi è stata eretta l'11 marzo 2008 con la bolla Venerabiles Fratres di papa Benedetto XVI, ricavandone il territorio dall'arcidiocesi di San Juan e dalla diocesi di Caguas.
Il 25 maggio 2010 la Congregazione per il culto divino e la disciplina dei sacramenti ha confermato san Giacomo apostolo patrono principale della diocesi e Nostra Signora del Monte Carmelo patrona secondaria.

## Cronotassi dei vescovi
Si omettono i periodi di sede vacante non superiori ai 2 anni o non storicamente accertati.
- Eusebio Ramos Morales (11 marzo 2008 - 2 febbraio 2017 nominato vescovo di Caguas)
  - Sede vacante (2017-2020)
- Luis Miranda Rivera, O.Carm., dal 16 maggio 2020

## Statistiche
La diocesi nel 2023 su una popolazione di 212.000 persone contava 212.000 battezzati, corrispondenti al 30,0% del totale.
| anno | popolazione | popolazione | popolazione | presbiteri | presbiteri | presbiteri | presbiteri                | diaconi | religiosi | religiosi | parrocchie |
| anno | battezzati  | totale      | %           | numero     | secolari   | regolari   | battezzati per presbitero | diaconi | uomini    | donne     | parrocchie |
| ---- | ----------- | ----------- | ----------- | ---------- | ---------- | ---------- | ------------------------- | ------- | --------- | --------- | ---------- |
| 2008 | 97.869      | 293.000     | 33,4        | 22         | 17         | 5          | 4.448                     | 21      | -         | -         | 21         |
| 2012 | 100.164     | 295.800     | 33,9        | 19         | 11         | 8          | 5.271                     | 26      | 8         | 25        | 21         |
| 2013 | 100.600     | 297.000     | 33,9        | 21         | 11         | 10         | 4.790                     | 28      | 10        | 27        | 21         |
| 2016 | 99.500      | 296.000     | 33,6        | 25         | 17         | 8          | 3.980                     | 46      | 8         | 25        | 22         |
| 2019 | 93.506      | 278.130     | 33,6        | 28         | 16         | 12         | 3.339                     | 39      | 16        | 25        | 22         |
| 2021 | 63.500      | 212.000     | 30,0        | 29         | 19         | 10         | 2.189                     | 30      | 20        | 10        | 22         |
| 2023 | 63.500      | 212.000     | 30,0        | 28         | 18         | 10         | 2.267                     | 31      | 14        | 11        | 22         |